# Etilda Gjonaj
Etilda Gjonaj właśc. Etilda Saliu (ur. 6 maja 1981 w Puce) – albańska polityk i adwokat, minister sprawiedliwości w latach 2017-2021 w rządzie Ediego Ramy.

## Życiorys
W dzieciństwie przeniosła się wraz z rodziną z Puki do Tirany. Tam też ukończyła gimnazjum im Qemala Stafy, a następnie odbyła studia prawnicze na Uniwersytecie Tirańskim. Studia ukończyła w 2003, a rok później zdobyła uprawnienia do wykonywania zawodu adwokata. W latach 2008–2011 prowadziła zajęcia dla studentów prawa Uniwersytetu Tirańskiego.
W latach 2009–2011 odbyła studia podyplomowe z zakresu prawa karnego. Od czasu studiów zaangażowana w działalność na rzecz przestrzegania praw człowieka w Albanii. Problematyką praw człowieka zajmowała się także w albańskiej sekcji Komitetu Helsińskiego. W 2019 obroniła pracę doktorską (promotor Vasilika Hysi).
W latach 2015–2017 kierowała komisją parlamentarną d.s. administracji publicznej. W maju 2017 objęła stanowisko wiceministra sprawiedliwości, a we wrześniu tegoż roku stanęła na czele resortu, kierując nim do 18 września 2021 roku.
Opublikowała kilka prac naukowych z zakresu prawa.
Jest mężatką (mąż Irvelin Gjonaj), ma syna Itiena.

## Publikacje
- 2014: Raport studimor për veprat penale të korrupsionit dhe formave të shpërdorimit të detyrës